# Kazimierz Granat
Kazimierz Granat (ur. 24 lutego 1912 w Kijowie, zm. 7 marca 1979 w Sanoku) – polski działacz komunistyczny.

## Życiorys
Urodził się 24 lutego 1912 w Kijowie. Był synem Ludwika (robotnik i stolarz, który został zesłany na Sybir na przełomie 1903/1904) i Genowefy. Podczas I wojny światowej i rewolucji październikowej 1917 przebywał nadal z rodziną (ojciec, brat) w Kijowie. W 1919 przybyli do niepodległej Polski, w latach 20. Rzeczypospolitej zamieszkiwał z rodziną (pięciu braci, trzy siostry) pod Ostrowcem, gdzie ojciec pracował w tamtejszej hucie. Jego rodzina liczyła 9 osób. On sam uczył się w gimnazjum w Ostrowcu.
W 1927 w Ćmielowie wstąpił do Komunistycznego Związku Młodzieży Polskiej. Rok później został działaczem Komunistycznej Partii Polski. W latach 30. działał konspiracyjnie w rejonie Ostrowca, Opatowa i Ćmielowa. Po tzw. „wsypie” działalności komunistycznej w powiecie opatowskim został aresztowany w kwietniu 1932, był sądzony przed sądem w Sandomierzu i skazano go na karę 4 lat pozbawienia wolności za działalnością rewolucyjną oraz dodatkowo na karę 1,5 roku za przemówienie podczas procesu, łącznie orzeczono karę w wymiarze 5,5 roku pozbawienia wolności. Był osadzony w więzieniu we Wronkach, gdzie spędził cztery lata. Na skutek amnestii wyszedł na wolność w maju 1936. Jak sam przyznał w 1977, w więzieniu nauczył się konspiracji oraz stwierdził, iż władze państwowe „zamknęły małego komunistę, a wypuściły wielkiego bolszewika”. Po wyjściu na wolność pozostawał bez pracy. 
Po wybuchu II wojny światowej i klęsce polskiej wojny obronnej pod koniec 1939 przekroczył granicę Generalnego Gubernatorstwa ze Związkiem Radzieckim i udał się do tego kraju. Podczas wojny nie działał politycznie. W ZSRR nie został przychylnie przyjęty z uwagi na przeszłość w KPP, wobec czego wyjechał z tego kraju, przez Iran trafił do Afryki, gdzie przez kilka lat żył w obozie dla ludności cywilnej. W tym okresie był przez okres 4,5 miesiąca więziony – jak stwierdził później – na skutek wyrażenia swoich przekonań politycznych.
Do Polski wrócił w 1947. W 1947 został aktywistą Polskiej Partii Robotniczej. Pracował w Komitecie Wojewódzkim PPR w Kielcach, następnie był I sekretarzem Komitetu Powiatowego PPR w Sanoku do lipca 1947, później powołano go do pracy w KW PPR w Rzeszowie, po czym powrócił do Sanoka. W tym mieście zamieszkał z rodziną w październiku 1947. Wszedł w skład Miejskiej Rady Narodowej (MRN) w Sanoku. W 1947 objął funkcję przewodniczącego prezydium MRN w Sanoku. W procesie scalenia PPR i PPS oraz po powołaniu powiatowej instancji PZPR, został pod koniec grudnia 1948 jej drugim sekretarzem (drugim był Kazimierz Rzeszutko). Jako radny w 1948 był autorem wniosku przemianowania nazw sanockich ulic Macieja Kluski na Stefana Okrzei i Andrzeja Potockiego na Ludwika Waryńskiego, który przegłosowano. Pracował w dziale propagandy KW PZPR w Rzeszowie, jako kierownik ośrodka szkolenia w Radymnie, w Zarządzie Głównym Związku Zawodowego Naftowców w Krośnie (do maja 1951). Następnie był dyrektorem handlowym w PSS „Społem” w Sanoku, od maja 1953 do lipca 1955 był dyrektorem w Okręgowej Mleczarni w Sanoku, a potem ponownie zatrudniony na poprzednim stanowisku w PSS. We wrześniu 1955 został skierowany na dwuletnie szkolenie do Centralnej Szkoły Partyjnej PZPR, gdzie jednak przebywał do czasu odwilży październikowej 1956. Powrócił wtedy do Sanoka, ponownie pracował w PSS „Społem”, potem w Spółdzielni Mleczarskiej. W 1959 przeszedł na rentę.
Został wybrany radnym MRN w Sanoku w 1958, członkiem Powiatowej Rady Narodowej w Sanoku. 14 lipca 1959 wybrano go przewodniczącym zarządu powiatowej Towarzystwa Przyjaźni Polsko-Radzieckiej w Sanoku. Od 1960 do 1973 był członkiem Komitetu Powiatowego PZPR w Sanoku oraz Komitetu Wojewódzkiego PZPR w Rzeszowie. W 1971 zasiadł w Komitecie Honorowym obchodów 30-lecia PPR w województwie rzeszowskim. W 1974 został członkiem komisji ds. odznaczeń w Sanoku. Od 1960 był członkiem Związku Bojowników o Wolność i Demokrację w Sanoku. 12 marca 1961 został wybrany członkiem komisji rewizyjnej oddziału powiatowego w Sanoku ZBoWiD, ponownie 17 marca 1963 członkiem komisji rewizyjnej. Był prezesem sanockiego oddziału Polskiego Związku Emerytów, Rencistów i Inwalidów. Po przejściu na emeryturę działał w komisji ds. ruchu robotniczego w Komitecie Miejskim PZPR i w komisji ds. działaczy ruchu robotniczego w historii partii przy KW PZPR w Krośnie. Był ławnikiem Sądu Powiatowego w Sanoku.
Do końca życia był rencistą i mieszkał w Sanoku przy ul. Szopena 17. Zmarł nagle 7 marca 1979 w wieku 67 lat. Po śmierci trumna z jego zwłokami była wystawiona w budynku Sanockiego Domu Kultury. Jego pogrzeb odbył się 9 marca 1979. Został pochowany w grobowcu rodzinnym na Cmentarzu Centralnym w Sanoku. Jego żoną była pochodząca z Gwoźnicy Górnej Bronisława z domu Przyboś (1913–2009). Jego synem był Wiesław Granat, w 1979 zastępca dyrektora WSSE w Krośnie z siedzibą w Sanoku.

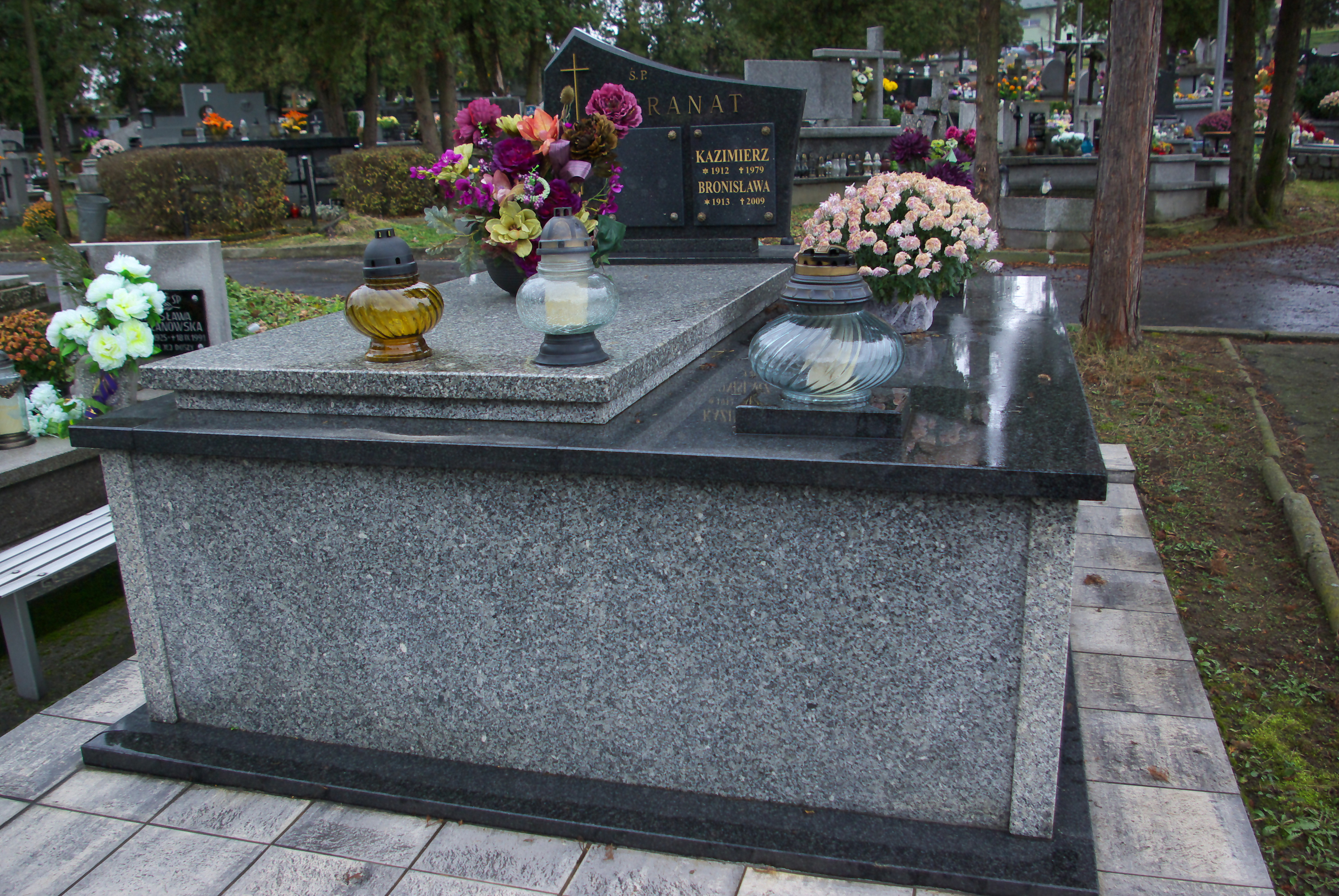
Grobowiec rodziny Granatów na Cmentarzu Centralnym w Sanoku

## Odznaczenia
- Order Sztandaru Pracy II klasy (1978)[6][7][14][35][36]
- Krzyż Komandorski Orderu Odrodzenia Polski (1971)[28][1][6][7][14].
- Krzyż Oficerski Orderu Odrodzenia Polski (1957)[37][1][6][14].
- Medal 30-lecia Polski Ludowej (1974)[28][1]
- Medal Zwycięstwa i Wolności 1945 (1973)[28]
- Odznaka Grunwaldzka[28]
- Odznaka 1000-lecia Państwa Polskiego (1967)[28]
- Odznaka „Zasłużony dla Województwa Rzeszowskiego” (1966)[28]
- Odznaka „Zasłużony dla Sanoka” (1978)[38]
- Wpis do „Księgi zasłużonych dla województwa rzeszowskiego” (1975)[1][6][7][39][40][41]
- Wpis do „Księgi zasłużonych dla województwa krośnieńskiego” (1976, w gronie pierwszych trzydziestu wyróżnionych osób)[1][6][7][40][28]
- List gratulacyjny dla działacza rewolucyjnego i partyjnego od Edwarda Gierka z okazji obchodów rocznicy 60-lecia Wielkiej Socjalistycznej Rewolucji Październikowej (1977)[42]
- Inne odznaczenia, wojskowe i medale[6][7][14]